# Adorno de capó

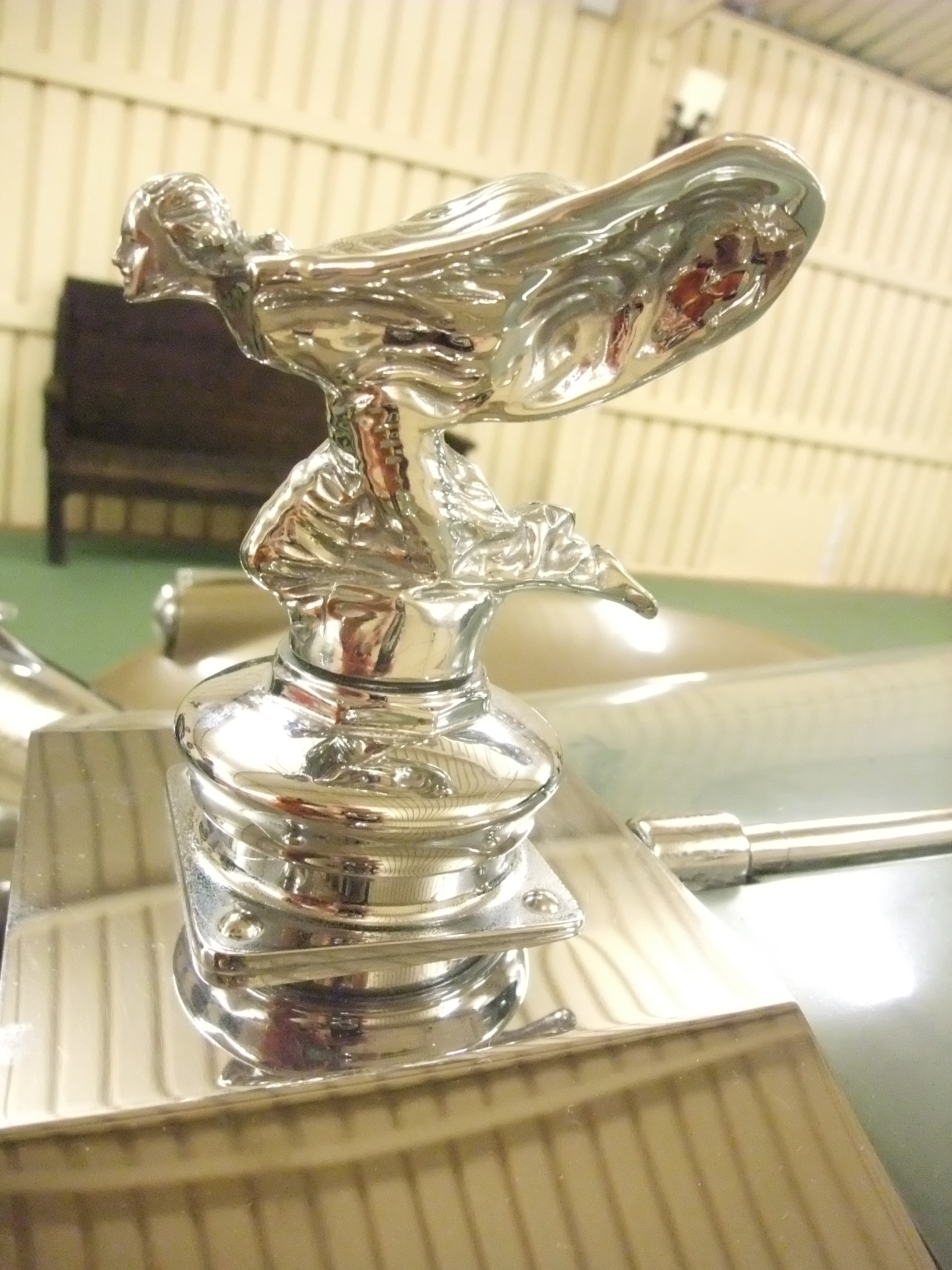
Versión arrodillada del icónico Espíritu del Éxtasis, sobre un Rolls-Royce Phantom IV.

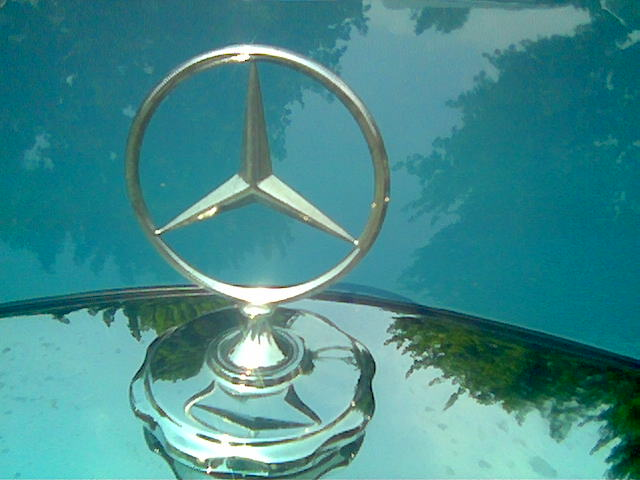
El emblemático adorno de capó de Mercedes-Benz.

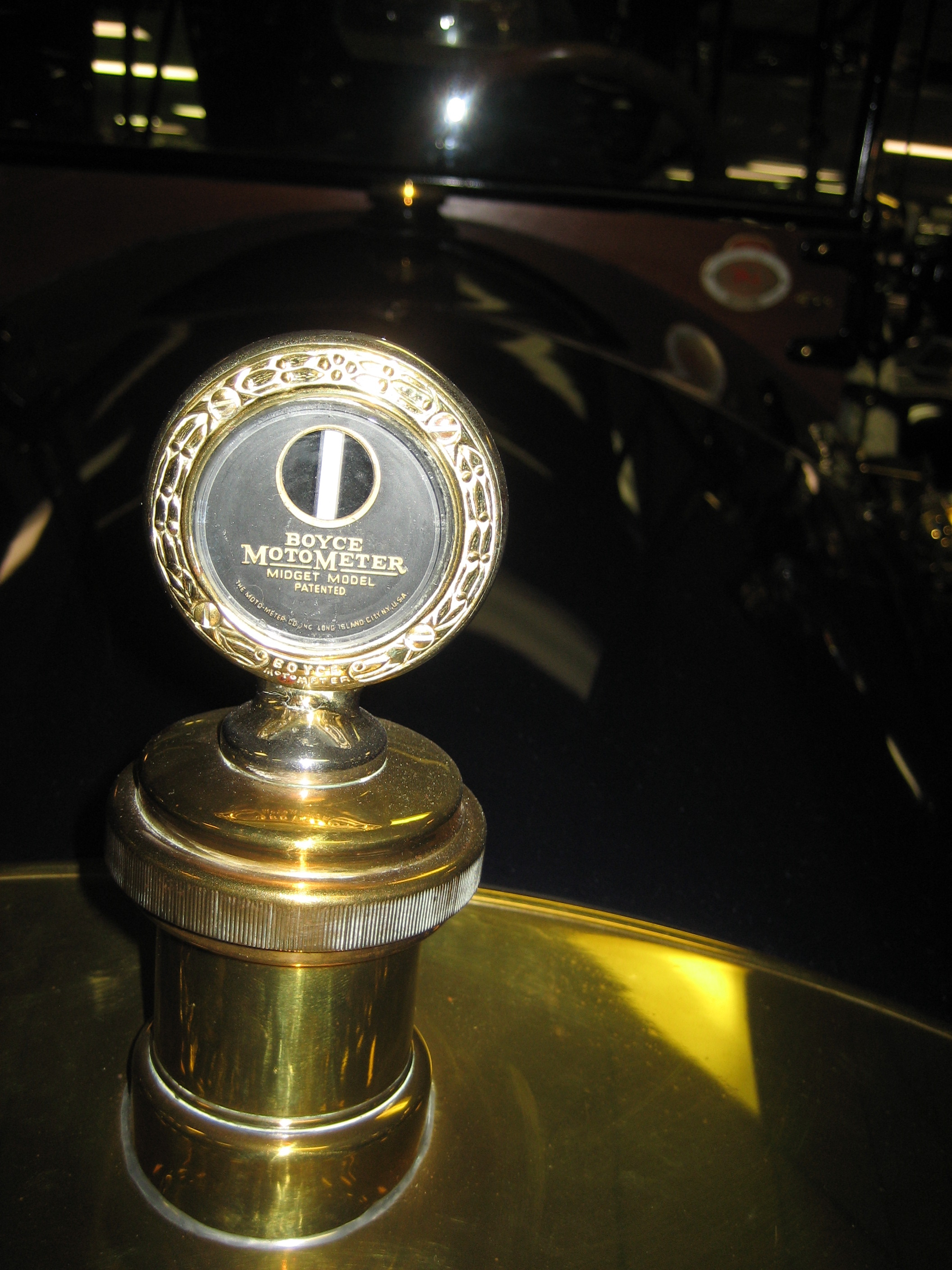
El Boyce MotoMeter de 1913.

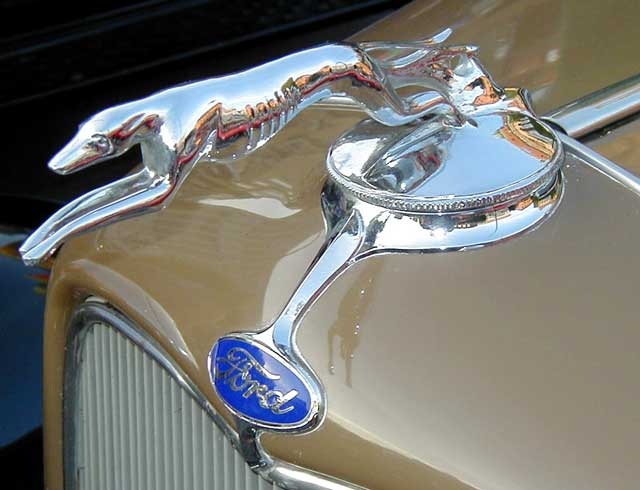
El Ford 48.

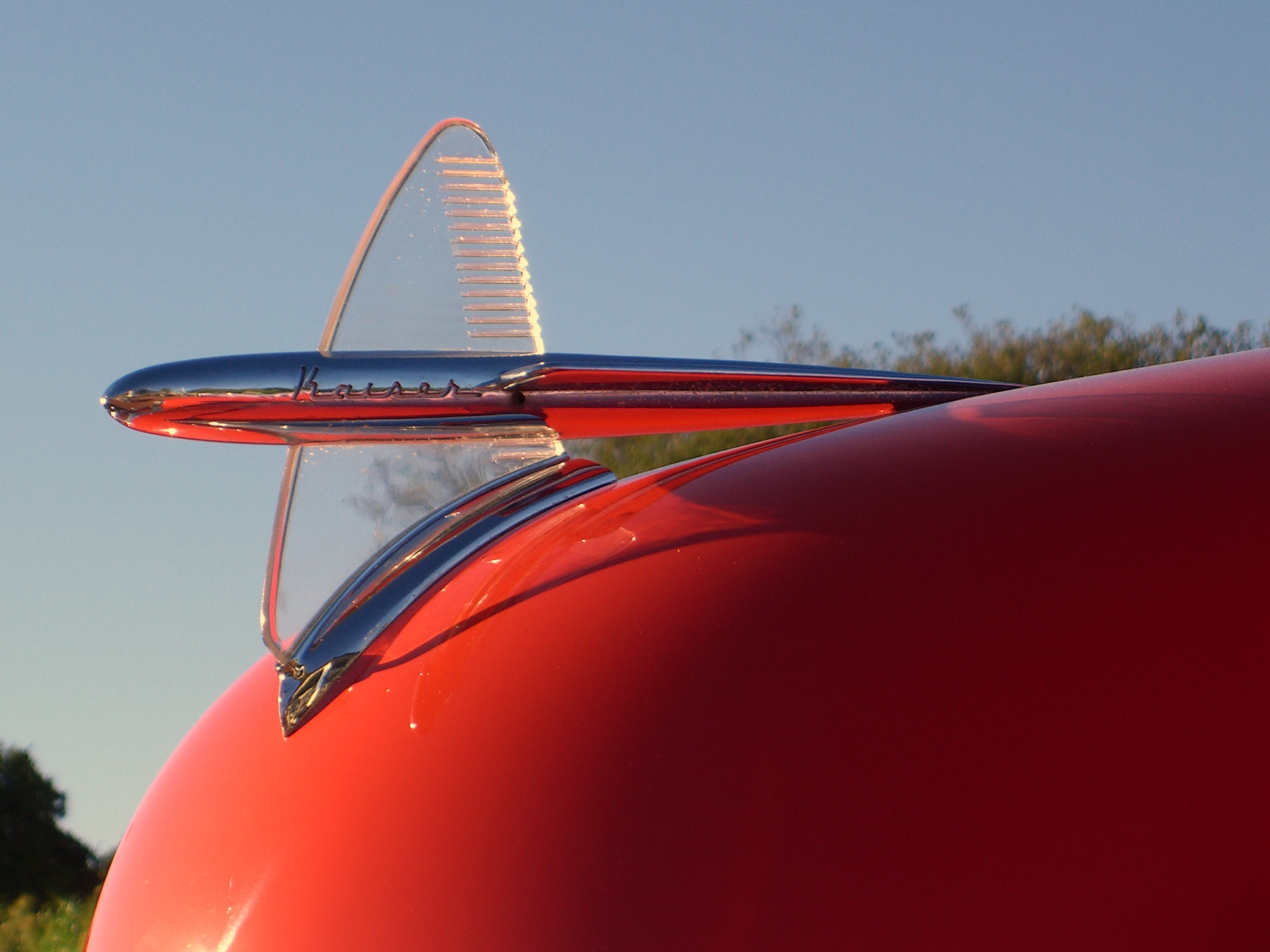
El Kaiser Virginian de 1949.

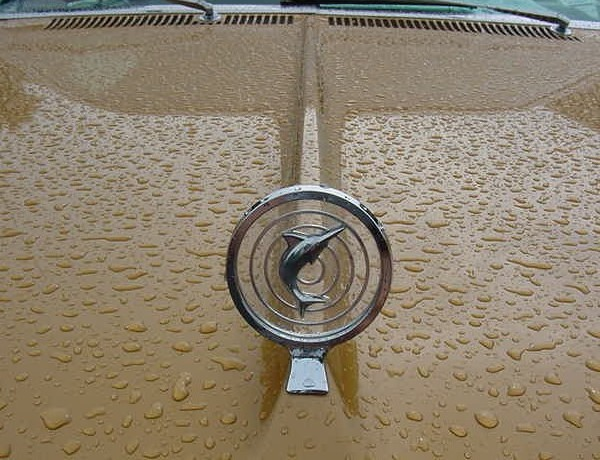
El AMC Marlin de 1967.

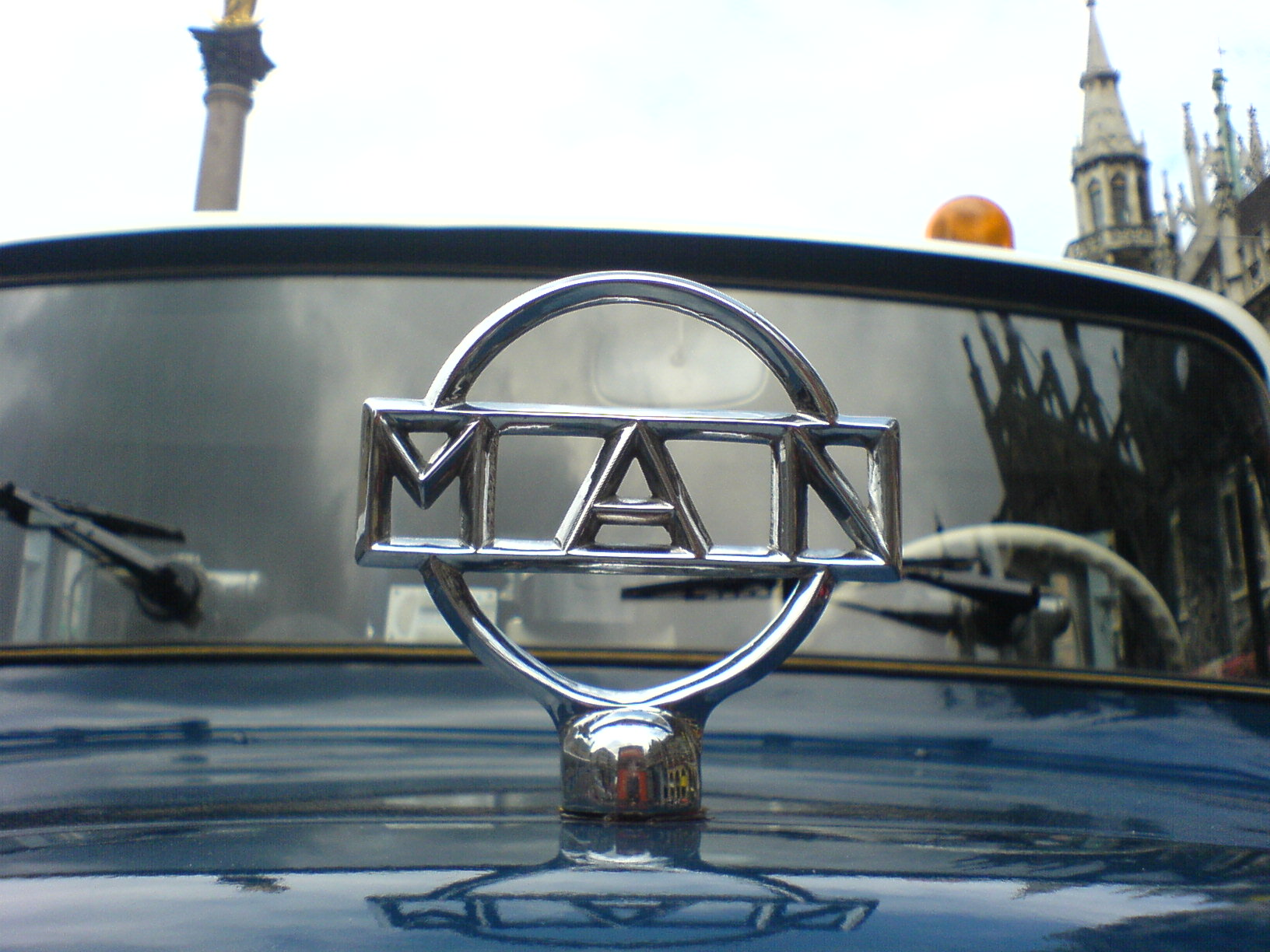
Un camión MAN de los años setenta.

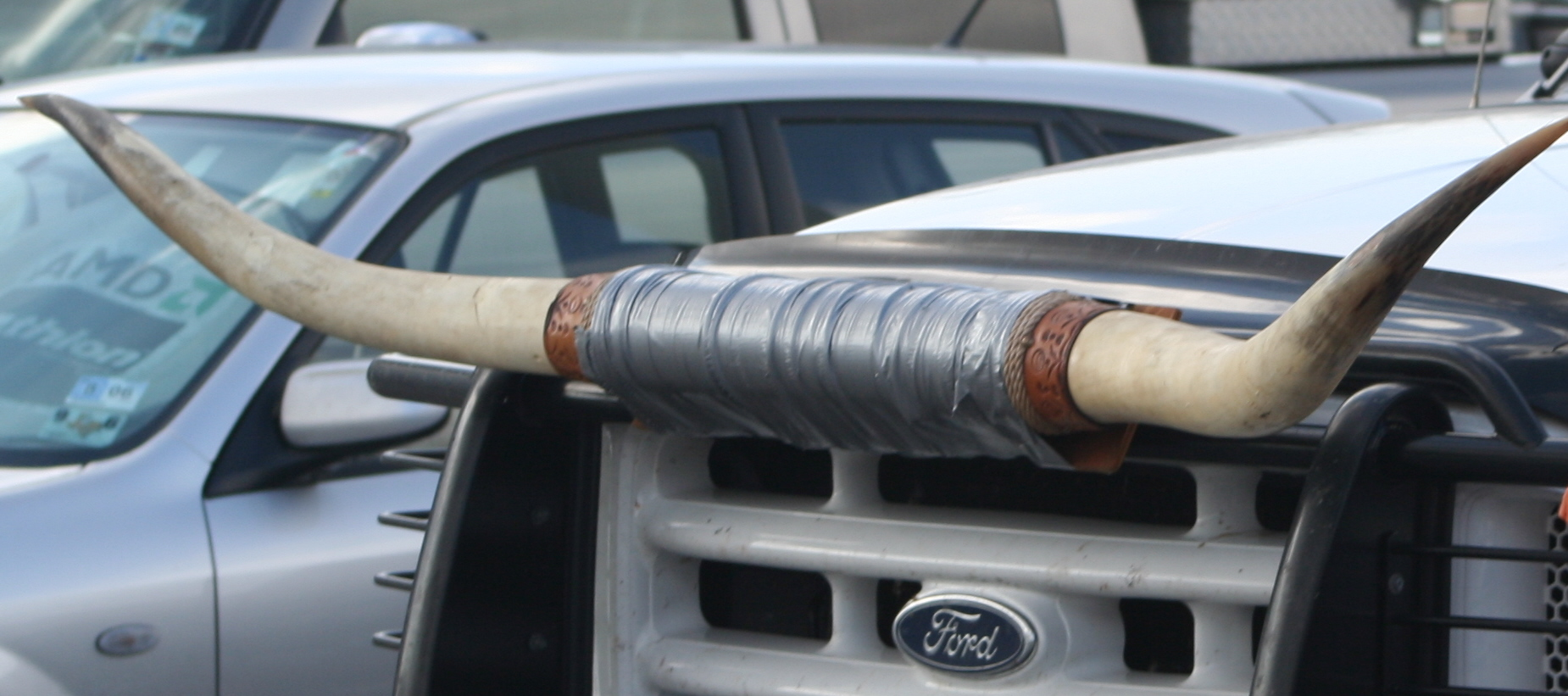
Un adorno de capó casero en un pickup de Texas.

Un adorno de capó (también conocido por el término inglés hood ornament o el francés bouchon de radiateur) es una figura situada en el centro de la parte frontal del capó que simboliza una marca de coches o un modelo concreto. Se ha usado como adorno casi desde la aparición de los automóviles.

## Origen
Según el autor de A History of Cars, el primer «adorno de capó» fue un halcón colocado en el carruaje del faraón egipcio Tutankamón para dar buena suerte.
En sus primeros años, los automóviles tenían los tapones del radiador fuera del capó y encima de la parrilla, y también servían como indicador de la temperatura del fluido refrigerante del motor. La Boyce MotoMeter Company registró en 1912 una patente por un tapón de radiador que incorporaba un termómetro visible para el conductor con un sensor que medía el calor del vapor de agua en lugar de la del agua en sí. Esto se convirtió en un útil termómetro para el conductor debido a que en esta época muchos motores no tenían bombas hidráulicas, sino un sistema de circulación basado en el principio del termosifón, como el del Ford Model T. El tapón expuesto del radiador se convirtió inmediatamente en un punto central para la personalización del automóvil.

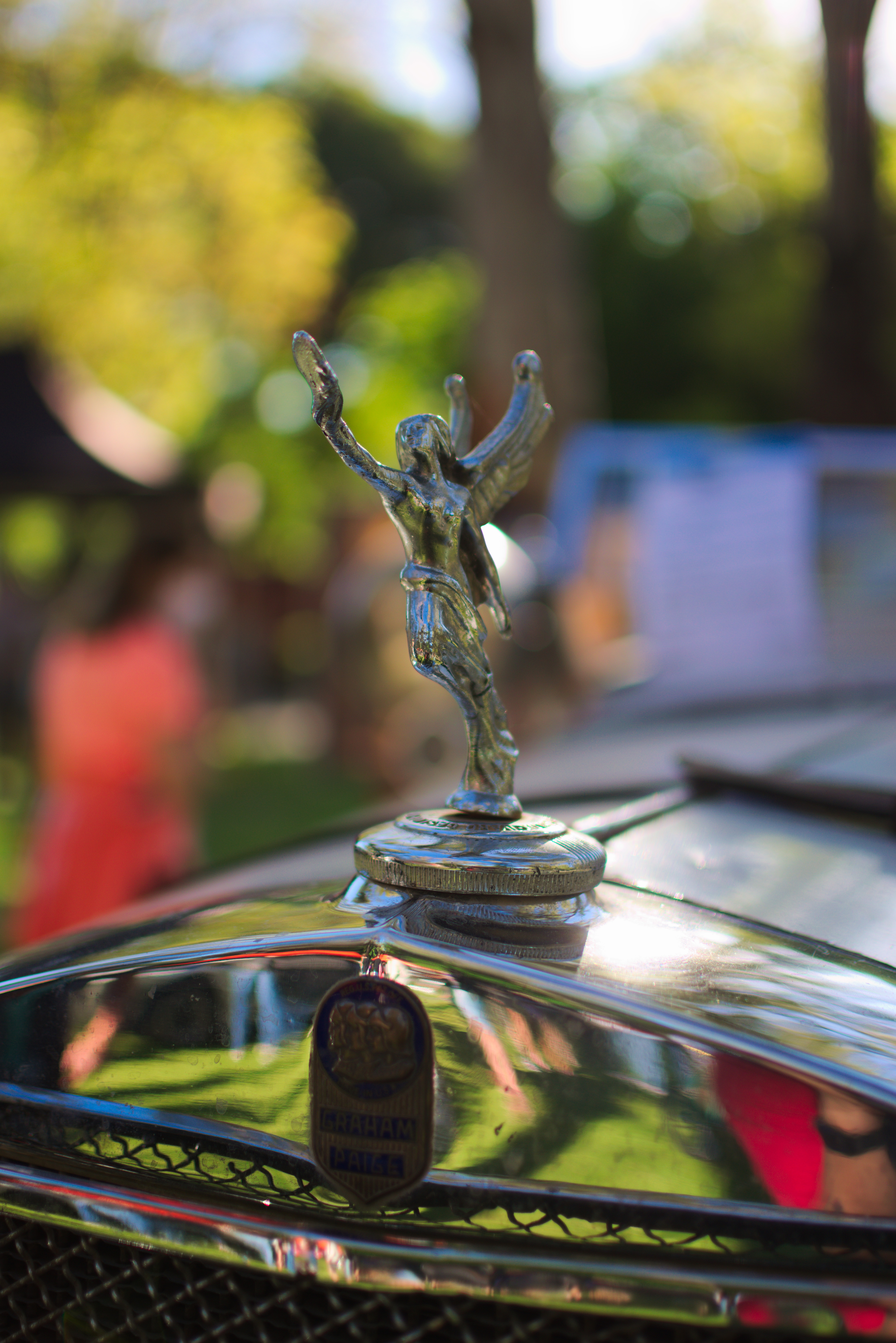
Estatuilla de un automóvil Graham-Paige en una exposición de autos antiguos

Los adornos de capó fueron populares en los años veinte, treinta, cuarenta y cincuenta, cuando muchos fabricantes de automóviless los añadieron a sus vehículos. Además, se creó un próspero negocio para la fabricación de figuras accesorias disponibles para cualquiera que quisiera añadir un adorno de capó a su automóvil. La mayoría de estas empresas, como Desmo y Smith's, han cerrado desde entonces, y solo sobrevive Louis Lejeune Ltd. en Inglaterra. Escultores como Bazin, Paillet, Sykes, Renevey, y Lejeune crearon esculturas en miniatura con elaborados detalles.

## Restricciones legales
Algunas jurisdicciones han introducido restricciones sobre la colocación de adornos en la parte frontal de los vehículos debido a que pueden aumentar el riesgo de heridas a peatones en caso de accidente.
Las regulaciones introducidas en los Estados Unidos para los vehículos del año 1968 provocaron la desaparición de los adornos de capó fijos, así como los salientes de las llantas. Los modelos posteriores tenían adornos de capó flexibles (con un resorte) diseñados para doblarse sin romperse en caso de impacto.
En la Unión Europea, desde 1974 todos los nuevos coches han tenido que conformarse a una directiva sobre proyecciones exteriores de los vehículos. A partir de entonces, la célebre escultura de Rolls Royce está montada sobre un mecanismo con un resorte diseñado para replegarse instantáneamente en el interior del capó si es golpeado con más de 10 kg de fuerza. El de Mercedes-Benz y muchos otros se diseñaron con un muelle para doblarse en caso de impacto. Para los ornamentos del mercado de accesorios, hay disponibles anclajes de nailon rompibles que cumplen con la directiva 74/483.

## Los adornos de capó como emblema
Muchos fabricantes de automóviles querían mostrar su propio emblema en los capós de sus vehículos, y el Boyce Motormeter permitió colocar logos o estatuillas con este propósito. Además, numerosas organizaciones querían tener emblemas personalizados para identificar a sus miembros. Esta empresa llegó a tener más de trescientos clientes a mediados de los años veinte entre fabricantes de coches, camiones, tractores, barcos, aviones y motos, y en 1927 tenía 1800 empleados en seis países: Estados Unidos, el Reino Unido, Canadá, Australia, Francia y Alemania. Los centenares de fabricantes de vehículos que había antes de 1929 supusieron muchos clientes para sus emblemas personalizados. Los adornos de capó se convirtieron en una forma de arte y una manera de personalizar el coche, representando la visión de la empresa del automóvil o hablando sobre su dueño.
Hay un importante mercado de coleccionistas de adornos de capó y estatuillas.

### Ejemplos
Junto con la parrilla, el adorno de capó es a menudo un elemento distintivo del diseño de un automóvil, y muchas marcas lo usan como su principal identificador. Algunos ejemplos de adornos de capó son los siguientes:
- Un arquero en los coches Pierce-Arrow[12]
- El jefe Pontiac en los coches Pontiac[13]
- Un perro Bulldog inglés en los camiones de la marca Mack[14]
- Una cimera junto con una corona de flores en los coches Cadillac[15]
- Un jaguar saltando en los coches Jaguar
- Un león rampante en los coches Peugeot[16]
- Un marlín dentro de un visor circular en el fastback de American Motors[17]
- Un cohete en los coches Oldsmobile[18]
- Una cabeza de un carnero de las Montañas Rocosas en los coches y camiones Dodge[19]
- El espíritu del Éxtasis en los coches Rolls-Royce[20]
- Una estrella de tres puntas rodeada por un círculo en algunos vehículos de Mercedes-Benz
- Tres escudos en los coches Buick[21]

Además, algunos modelos, como el Buick Regal, el Chevrolet Impala, o el Chrysler Cordoba, tenían su propio emblema y adorno de capó.

## Materiales usados
Habitualmente, los adornos de capó se fabrican de latón, cinc, o bronce y se acaban con un cromado. Durante los años en los que no estaba disponible el cromado, eran chapados en plata o níquel. Algunos también usaban otros materiales, como plástico, baquelita, o vidrio de color, mientras que otros tenían una bombilla para iluminarse por la noche.
Las estatuillas de vidrio más conocidas fueron fabricadas por René Lalique en Francia. Otros vendedores o fabricantes de estatuillas de vidrio son Sabino en Francia, Red Ashay en Inglaterra, y Persons Majestic en los Estados Unidos. Los dos últimos fabricaban sus productos en Checoeslovaquia. La Lalique company, junto con Louis Lejeune, es uno de los pocos que han sobrevivido desde esta época.